# Cinnamomum tazia
Cinnamomum tazia är en lagerväxtart som först beskrevs av Buch.-ham., och fick sitt nu gällande namn av André Joseph Guillaume Henri Kostermans och Mohan Gangopadhyay. Cinnamomum tazia ingår i släktet Cinnamomum och familjen lagerväxter. Inga underarter finns listade i Catalogue of Life.